# Общество святого Василия Великого
Общество святого Василия Великого (русин. Сполочность св. Василя Великого) — русинская культурно-просветительская организация, существовавшая в XIX веке в Ужгороде.
Общество св. Василия Великого ставило целью просвещение народа, защищать права Греко-Католической Церкви, национальные традиции. Стимул для появления и деятельности — угроза мадьяризации населения в Угорской Руси. Провозглашена была цель:
«Духовнонравственное образованіе восточних соединених католиков, сочиненіем и издаваніем книг школьних, приспособлених потребам школ двух єпархій, составленіем в язиках руськом и мадярськом полезних книг, образов и часописей»

## История
Инициатором создания общества был мукачевский епископ Василий Попович (1796—1864); реальную помощь в этой деятельности оказал пряшевский епископ Иосиф Гаганец (1793—1875), который имел большой опыт сопротивления мадьяризации на словацко-русинском пограничье, в частности в Пряшевской Руси. Они подготовили в 1862 году Устав общества, который при их содействии был утверждён 15 декабря 1864 года венгерским королевским областеначальническим советом.
Первое официальное собрание общества состоялось только 19 сентября 1866 года; оно было отложено на полтора года из-за смерти Поповича. Первый председатель общества — священник Иван Раковский (1815—1885), почётный председатель — Адольф Добрянский. 
Общество издавало еженедельники «Свѣтъ» (1867—1871), «Новый Свѣтъ» (1871—1872), «Сова» (1871), «Карпатъ» (1873—1886), «Учитель» (1867 — вышло 27 чч. под ред. Андрея Репаева) и двухнедельник «Наука» (с 1897). Редакторами этих изданий были профессора Унгварской (Ужгородской) гимназии: Юрий Юрьевич Игнатко, Кирилл Антонович Сабов, Виктор Фёдорович Кимак. Также оно издавало учебники для народных школ и полезные книги для чтения и развития русско-угорской литературы.
С 24 октября 1896 года «Общество святого Василия Великого» начало издавать Русинский научный историко-этнографический журнал под названием Szemle («Обзор») на венгерском языке.
В 1902 году «Общество святого Василия Великого» было ликвидировано, а его имущество перешло в собственность недавно образованного союза «Унио».